# Halticoptera semireticulata
Halticoptera semireticulata is een vliesvleugelig insect uit de familie Pteromalidae. De wetenschappelijke naam is voor het eerst geldig gepubliceerd in 2005 door Mitroiu.